# Китайське національне шосе 101
Китайське національне шосе 101 — є головною магістральною дорогою, що з'єднує Пекін з Шеньяном, Ляонін. У Пекіні вона відома як Шосе Цзіншунь (кит.: 京顺路) або Шосе Джингмі (кит.: 京密路) для сполучення центру Пекіна з районами Шуньї та Міюнь, хоча фактична дорога проходить далеко за межі цих двох місць.
Вона виїжджає з Пекіна в Дунчжимень і прямує до Саньюаньцяо, проходить уздовж швидкісної автостради аеропорту до Бейгао, а потім продовжує рух на північ, нахиляючись до швидкісної автомагістралі Цзінчен.

## Основні розв'язки
Примітка. Наведено лише під‘єднання до важливих міських доріг, швидкісних автомагістралей та інших національних автомагістралей Китаю (рівень G).
- 2-а кільцева дорога (Пекін): міст Дунчжимен
- 3-тя кільцева дорога (Пекін): міст Саньюань
- 4-та кільцева дорога (Пекін): міст Сіюань
- 5-а кільцева дорога (Пекін): міст Вуюань
- 6-а кільцева дорога (Пекін): міст Лююань
- Китайське національне шосе 111: на південь від району Хуайжоу; розпадається на самостійну дорогу G101 на північний схід
- Китайське національне шосе 112: Хуншілі, Хебей
- Китайське національне шосе 306: Лінюань, Ляонін
- Китайське національне шосе 305: на північний захід від Бейпяо, Ляонін і Майоуін, Ляонін
- Китайське національне шосе 304: Чжану, Ляонін
- Автомагістраль навколо міста Шеньян: міст Лай'ертунь, Шеньян, Ляонін